# Kettleshulme
Kettleshulme är en by i civil parish Kettleshulme and Lyme Handley, i distriktet Cheshire East, i Storbritannien. Den ligger i grevskapet Cheshire och riksdelen England, i den södra delen av landet, 240 km nordväst om huvudstaden London. Kettleshulme var en civil parish 1866–2023 när blev den en del av Kettleshulme and Lyme Handley. Civil parish hade 315 invånare år 2001.